# Deraniyagala-Zweizahnwal
Der Deraniyagala-Zweizahnwal (Mesoplodon hotaula) ist eine wenig bekannte Walart aus der Familie der Schnabelwale (Ziphiidae). Die Art wurde 1963 von dem ceylonesischen Zoologen Paules Edward Pieris Deraniyagala beschrieben. Das Typusexemplar war ein totes Weibchen, das in der Nähe von Colombo angeschwemmt wurde. Das Art-Epitheton hotaula wurde aus den singhalesischen Wörtern für „Schnabel“ (= hota) und „spitz“ (= ula) zusammengesetzt. Da Deraniyagala mit Ausnahme von unterschiedlichen Zahnpositionen im Vergleich zum Sowerby-Zweizahnwal (Mesoplodon bidens) und zum Hector-Schnabelwal (Mesoplodon hectori) keine diagnostischen Merkmale angab, mit denen die Art von anderen Zweizahnwalen unterschieden werden konnte, wurde Mesoplodon hotaula 1965 mit dem Japanischen Schnabelwal (Mesoplodon ginkgodens) synonymisiert. 2014 wurde Mesoplodon hotaula wieder zur gültigen Art, nachdem die Untersuchung weiterer Exemplare einen ausreichenden genetischen Abstand zu anderen Zweizahnwalen ergeben hat und auch weitere morphologische Merkmale der Art beschrieben werden konnten. Der vorgeschlagene englische Trivialname lautet „Deraniyagala’s beaked whale“.

## Verbreitung
Der Deraniyagala-Zweizahnwal ist bisher nur von sieben Exemplaren bekannt, die an den Küsten Sri Lankas, der Gilbertinseln, von Kiribati, vom Palmyra Atoll, der nördlichen Line Islands, der Malediven und der Seychellen gefunden wurden. Somit wird angenommen, dass der Deraniyagala-Zweizahnwal äquatornah im tropischen Indopazifik von den Seychellen bis Palmyra verbreitet ist.

## Merkmale
Die sieben aufgefundenen Exemplare des Deraniyagala-Zweizahnwals hatten Körperlängen von 386 bis 609 cm. Die Art wird heute durch eine Kombination folgender Schädel- und Zahnmerkmale diagnostiziert: Ein einzelnes Paar sehr großer, dreieckiger und seitlich abgeflachter Zähne findet sich im Unterkiefer gleich hinter der Symphyse. Die Zahnfächer liegen vollständig hinter der Unterkiefersymphyse. Die Zähne stehen senkrecht, sind höher als breit und asymmetrisch. Der Vorderrand ist fast gerade, der Hinterrand konvex. Die Unterkiefersymphyse ist kurz. Der Durchmesser des Zwischenkieferbeins beträgt bei Erwachsenen ≥60 mm.
Der Holotyp, ein gerade erst gestorbenes Exemplar, hatte einen relativ abgeflachten Rumpf, mit kräftigem Grat an den Seiten und einen schmalen Kopf mit langem Schnabel. Die Augen befanden sich eine halbe Schnabellänge hinter dem Mundwinkel. Der Bauch war blaugrau. Die Schwanzflosse war mittelgroß und hatte in der Mitte des Hinterrandes eine Einbuchtung. Das Exemplar von den Seychellen war in der Gesamterscheinung ähnlich, hatte jedoch keine Einbuchtung in der Schwanzflosse. Sein Rücken und die Kopfoberseite waren blauschwarz, die Farbe wurde zum Bauch hin etwas heller. Rund um die Augen war das Tier grau meliert. Die Spitze der Kiefer waren grau, der Unterkiefer und die Kehle überwiegend weiß. Die Oberlippen waren weißlich und nach oben hin wurde die Farbe des Oberkiefers immer dunkler, über grau bis zu blauschwarz auf der Oberseite des Kiefers.
Der Japanische Schnabelwal ist dagegen eher braungrau, obwohl es auch blauschwarze Exemplare gibt, und hat eine weiße Unterkieferspitze, ein braungraues Kinn und eine braungraue Kehle.